# Барон Меривейл

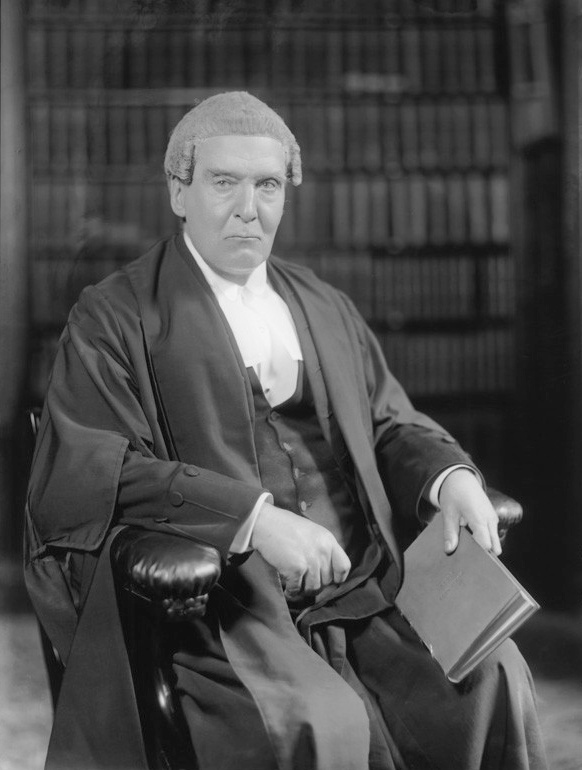
Генри Эдвард Дьюк, 1-й барон Мерривейл (1855—1939)

Барон Мерривейл из Уолкхемптона в графстве Девоншир — наследственный титул в системе Пэрства Соединённого королевства. Он был создан 19 января 1925 года для консервативного политика и судьи высокого суда, сэра Генри Дьюка (1855—1939). Он был депутатом Палаты общин Великобритании от Плимута (1900—1906) и Эксетера (1910, 1911—1918), а также занимал должность главного секретаря Ирландии (1916—1918).
По состоянию на 2024 год носителем титула являлся его правнук, Дерек Джон Филипп Дьюк, 4-й барон Мерривейл (род. 1948), который стал преемником своего отца в 2007 году.

## Бароны Мерривейл (1925)
- 1925—1939: Генри Эдвард Дьюк, 1-й барон Мерривейл (5 ноября 1855 — 20 мая 1939), второй сын Уильяма Эдварда Дьюка (1828—1898)[1]
- 1939—1951: Эдвард Дьюк, 2-й барон Мерривейл (22 мая 1883 — 8 июня 1951), единственный сын предыдущего[2]
- 1951—2007: Джек Генри Эдмонд Дьюк, 3-й барон Мерривейл (27 января 1917 — 1 ноября 2007), единственный сын предыдущего[3]
- 2007 — настоящее время: Дерек Джон Филип Дьюк, 4-й барон Мерривейл (род. 16 марта 1948), единственный сын предыдущего[4]
  - Наследник: достопочтенный Томас Дьюк, единственный сын предыдущего[5].